# Gornja Rijeka
Gornja Rijeka je vesnice a správní středisko stejnojmenné opčiny v Chorvatsku v Koprivnicko-križevecké župě. Nachází se u pohoří Kalnik, asi 14 km jihovýchodně od města Novi Marof a asi 17 km severozápadně od města Križevci. V roce 2011 žilo ve vesnici 340 obyvatel, v celé opčině pak 1 779 obyvatel. Název znamená horní řeka.
V Gornje Rijece se nachází kostel Nanebevzetí Panny Marie a zámek Erdödy-Rubido. Během druhé světové války, mezi listopadem 1941 a srpnem 1942, byl v tomto zámku veden koncentrační tábor, kde bylo vždy přechováváno mezi 200 až 400 lidmi a více než sto lidí zemřelo kvůli epidemii břišního tyfu.
Součástí opčiny je celkem 14 trvale obydlených vesnic.
- Barlabaševec – 19 obyvatel
- Deklešanec – 136 obyvatel
- Donja Rijeka – 218 obyvatel
- Dropkovec – 172 obyvatel
- Fajerovec – 76 obyvatel
- Fodrovec Riječki – 61 obyvatel
- Gornja Rijeka – 340 obyvatel
- Kolarec – 148 obyvatel
- Kostanjevec Riječki – 267 obyvatel
- Lukačevec – 23 obyvatel
- Nemčevec – 18 obyvatel
- Pofuki – 185 obyvatel
- Štrigovec – 37 obyvatel
- Vukšinec Riječki – 79 obyvatel

Opčinou Gornja Rijeka procházejí státní silnice D22 a župní silnice Ž2244. Protéká jí řeka Črnec, která je přítokem řeky Glogovnice a pramení ve vesnici Deklešanec.